# مرغ سرزرد
زردسرمرغ (نام علمی: Mohoua ochrocephala) نام یک گونه از تیره کلاغان است.